# Gallspach
Gallspach – gmina targowa w Austrii, w kraju związkowym Górna Austria, w powiecie Grieskirchen. Liczy 2 769 mieszkańców.